# Аинеј
Аинеј (фр. Auneuil) насеље је и општина у североисточној Француској у региону Пикардија, у департману Оаза која припада префектури Бове.
По подацима из 2011. године у општини је живело 2.792 становника, а густина насељености је износила 126,05 становника/km². Општина се простире на површини од 22,15 km². Налази се на средњој надморској висини од 129 метара (максималној 236 m, а минималној 87 m).

## Демографија
| 1962. | 1968. | 1975. | 1982. | 1990. | 1999. | 2011. |
| ----- | ----- | ----- | ----- | ----- | ----- | ----- |
| 1.571 | 1.679 | 2.106 | 2.370 | 2.723 | 2.758 | 2.792 |

График промене броја становника у току последњих година